# Fossil Finder

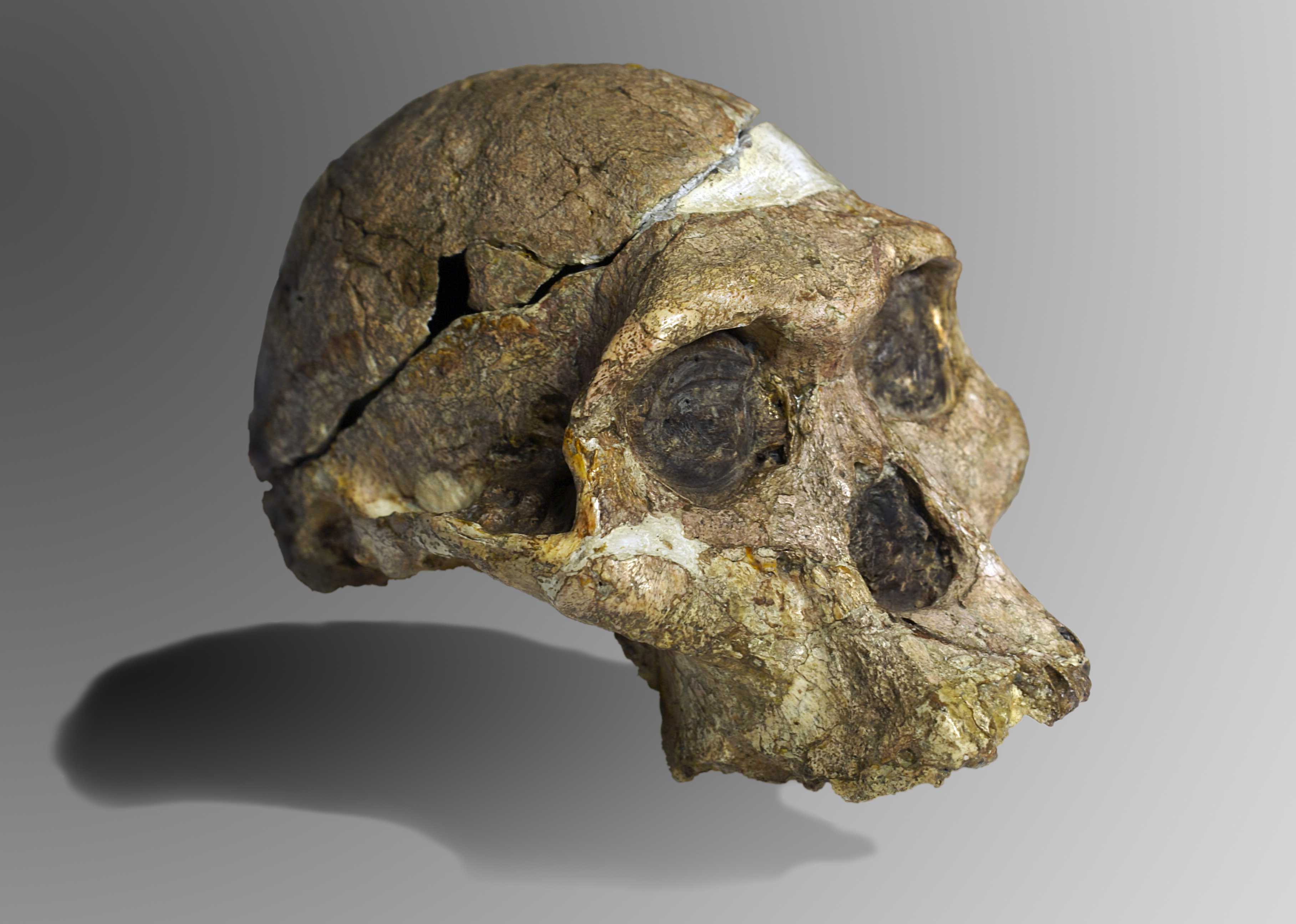
Um espécime de Australopithecus africanus 2,1 milhões anos de idade chamada Sra. Ples, descoberta na África do Sul.

Fossil Finder, Localizador de fóssil (em português), que é parte da plataforma de ciência cidadã Zooniverse, é uma colaboração entre a Universidade de Bradford e do Instituto Bacia Turkana, uma organização sem fins lucrativos fundada por Richard Leakey.

Nesse projeto, usuários são convidados olhar uma série de imagens, uma de cada vez, e classificar características de superfície e objetos. As imagens que voluntários olham, fazem parte do banco de dados de imagens da Bacia Turkana no Quênia, onde vários fósseis de nossos ancestrais humanos, bem como uma variedade de outros animais que datam de milhões de anos, foram encontrados. Este sistema de classificação identifica fósseis recém-expostos que aparecem apenas por um curto período antes de se corroem. Estes fósseis transitórios, muitas vezes não foram alcançados nos levantamentos de campo tradicionais, mas agora podem ser estudados graças ao imagens aéreas.